# Rhapsody of Fire

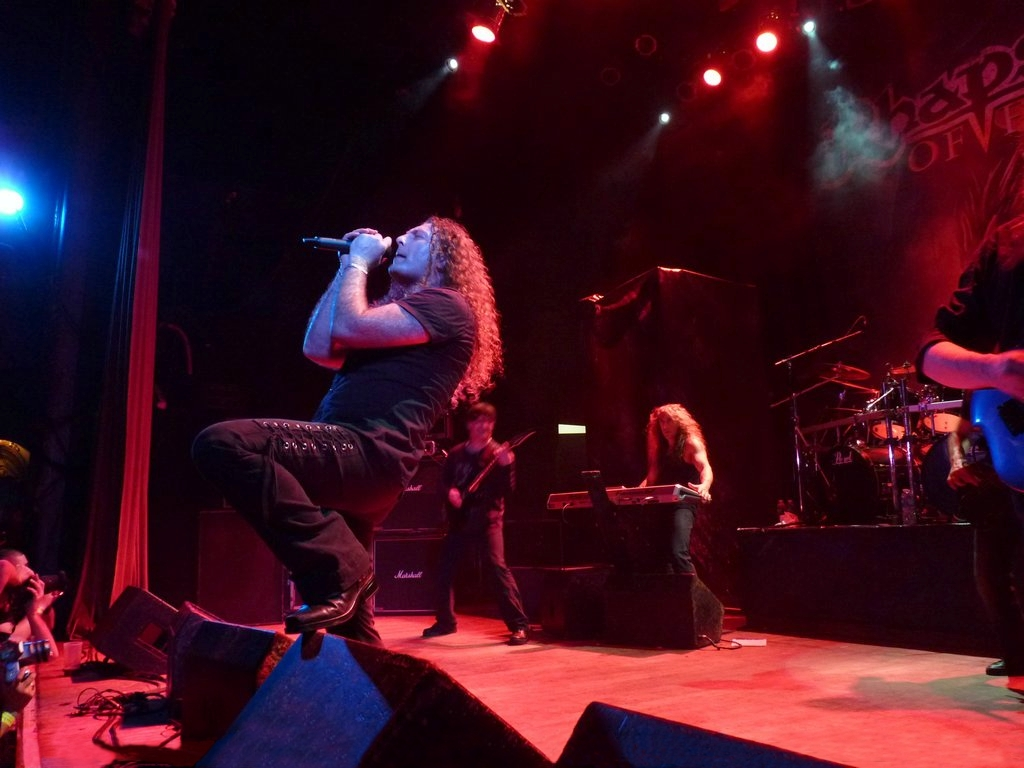
Rhapsody of Fire 2010

Rhapsody of Fire, tidigare Rhapsody, ursprungligen Thundercross, är ett italienskt symphonic power metalband. På grund av en tvist rörande upphovsrätten till ordet Rhapsody lade gruppen till of Fire den 14 juli 2006.

## Historia
De kallar sin egen musik för Film Score Metal, på grund av dess likheter med storslagna filmsoundtracks av kompositörer som Hans Zimmer och Jerry Goldsmith. Musiken är även inspirerad av många av de stora klassiska kompositörerna (till exempel Vivaldi, Bach och Paganini), men också av nordisk folkmusik. Till detta använder de stora mäktiga ljudlandskap, snabba riff och synthsolon. Bandet har allteftersom de haft ekonomisk möjlighet gjort varje ny platta till en större och mäktigare produktion än föregångaren. Samarbeten har gjorts både med körer, stråkensemble. Man har även samarbetat med Hollywood-skådespelaren Christopher Lee, som agerar berättarröst på skivan Symphony of Enchanted Lands II: The Dark Secret. Texterna är fantasy- och medeltidsinspirerade och baseras på en fantasy-värld skapad av bandets gitarrist och huvudsakliga kompositör Luca Turilli och keyboardist Alex Staropoli. 
Rhapsody of Fire har turnerat i Europa flera gånger och även avverkat turnéer i Asien, Sydamerika, Mexiko och USA. Luca Turilli har även gett ut soloplattor.
2011 meddelade bandet via sin hemsida att det splittrades till två. Luca Turillis nya band heter Luca Turilli's Rhapsody.

## Medlemmar
Nuvarande medlemmar
- Alex Staropoli – keyboard, cembalo, piano (1995–)
- Roberto De Micheli – gitarr (2011–)
- Alessandro Sala – basgitarr (2015–)
- Giacomo Voli - sång (2016–)
- Paulo Marchesich - trummor (2020–)

Tidigare medlemmar
- Fabio Lione – sång (1995–2016)
- Andrea Furlan – basgitarr (1995)
- Daniele Carbonera – trummor (1995–2000)
- Alex Holzwarth – trummor (2000–2016)
- Luca Turilli – gitarr (1995–2011)
- Cristiano Adacher – sång (1995)
- Alessandro Lotta – basgitarr (1998–2002)
- Patrice Guers – basgitarr (2002–2011)
- Tom Hess – gitarr (2011–2013)
- Oliver Holzwarth – basgitarr (2011–2014)
- Manuel Lotter - trummor (2016–2020)

Livemusiker
- Dominique Leurquin – gitarr (studio/live) (2000–2010)
- Leone Villani Conti - basgitarr (2020)

Studiomusiker
- Sir Jay Lansford – berättare (1997–2002)
- Christopher Lee – berättare (2004)
- 'Thunderforce' – trummor (2000–2002)
- Sascha Paeth – basgitarr (på studioalbumen Legendary Tales och Power of the Dragonflame)
- Robert Hunecke Rizzo – basgitarr (på Legendary Tales)
- Paul Hendrick – theremin (på Legendary Tales)
- Brandon Lavigne – flöjt (på Dawn of Victory)
- Robert Davenport – flöjt (på Power of the Dragonflame)

## Diskografi
(Thundercross 1993–1995, Rhapsody 1995–2005, Rhapsody of Fire 2006–idag)
Studioalbum
- 1997 – Legendary Tales
- 1998 – Symphony of Enchanted Lands
- 2000 – Dawn of Victory
- 2001 – Rain of a Thousand Flames
- 2002 – Power of the Dragonflame
- 2004 – Symphony of Enchanted Lands II: The Dark Secret
- 2006 – Triumph or Agony
- 2010 – The Frozen Tears Of Angels
- 2011 – From Chaos To Eternity
- 2013 – Dark Wings Of Steel
- 2016 – Into The Legend
- 2019 – The Eighth Mountain
- 2021 – Glory for Salvation
- 2024 – Challenge the Wind

EP
- 2004 – The Dark Secret
- 2010 – The Cold Embrace of Fear: A Dark Romantic Symphony
- 2021 – I'll Be Your Hero

Singlar
- 1998 – "Emerald Sword"
- 2000 – "Holy Thunderforce"
- 2005 – "The Magic of the Wizard's Dream"
- 2006 – "A New Saga Begins"
- 2011 – "Aeons of Raging Darkness"
- 2015 – "Shining Star"
- 2017 – "When Demons Awake"
- 2017 – "Land of Immortals"
- 2017 – "Knightrider of Doom"
- 2018 – "The Legend Goes On"
- 2019 – "Rain of Fury"
- 2019 – "Master of Peace"
- 2021 – "Glory for Salvation"
- 2021 – "Magic Signs"
- 2021 – "Terial the Hawk"
- 2021 – "Chains of Destiny"
- 2023 – "Kreel's Magic Staff"
- 2024 – "Challenge the Wind"
- 2024 – "A Brave New Hope"
- 2024 – "Diamond Claws"

Demo
- 1994 – Land of Immortals
- 1995 – Eternal Glory

Livealbum
- 2006 – Live in Canada 2005 - The Dark Secret
- 2013 – Live - From Chaos to Eternity
- 2014 – Live in Atlanta

Samlingsalbum
- 2004 – Tales from the Emerald Sword Saga
- 2017 – Legendary Years